# Batursari (Mranggen)
Batursari is een bestuurslaag in het regentschap Demak van de provincie Midden-Java, Indonesië. Batursari telt 36.442 inwoners (volkstelling 2010).